# 이광윤 (1490년)
이광윤(李光胤, 1490년 ~ 1535년 4월 16일)은 조선 중기의 왕족 출신 문신, 학자이다. 자(字)는 사원(嗣元), 호는 한송재(寒松齋), 본관은 전주이다. 효령대군의 4대손이며, 이경록, 이경유의 조부이고, 이서, 이기축의 증조부가 된다.
효령대군의 아들 의성군 이채의 증손이다. 음서로 관직에 올라 조지서 관원으로 1515년(중종 10) 9월 면직되었으나 이듬해 조지서 별제, 사헌부 감찰(司憲府監察) 등을 역임했다. 기묘사화 직후 1520년(중종 15) 사직서령이 되었다가 1530년 풍덕군수가 되고, 1531년(중종 26) 충훈부도사를 거쳐 돈녕부첨정이 되었다. 이후 통정대부로 승진하여 돈녕부도정에 올랐다가 다시 풍덕군수가 되어 임지에서 사망하였다. 사후 후손들의 출세로 증 가선대부 병조참판과 증 자헌대부 병조판서직이 거듭 추증되었다.

## 생애
태종의 차남 효령대군 보의 4대손으로, 증조부는 의성군 이채(誼城君 李宷), 할아버지는 운림도정 이핍(雲林都正 李愊)이고 아버지는 파성군 이철동(李哲仝)이고, 어머니는 현부인 초계 변씨로, 현감 증 참의 변담(卞罈)의 딸이다. 왕족으로서의 예는 파성군 이철동에게서 끝났다. 그의 아버지 파성군은 서자였는데 파성부정에 제수되었다가 파성정에 이르렀고, 노인직으로 정의대부 파성군(定義大夫把城君)에 올랐다. 파성군이 서자인 것은 윤근수가 그의 아들 이간의 묘비문을 지을 때 종실에서는 적서(嫡庶)를 따지지 않지만 파성군 위로는 모두 적파(嫡派)라고 언급하면서 알려지게 되었다.
할아버지 운림도정이 장인인 배천군수 광주 정종우가 살던 경기도 양주군 내동면 서고산리(현, 의정부시)에 정착하면서 그의 일가는 의정부시에 자리잡게 되었다. 서고산리 일대에는 배천군수 정종우와 그의 후손들이 세거하였고, 인근에 묘소가 있다. 그의 형제로는 형 이승윤(李承胤)이 있었는데, 이승윤의 행적과 생몰년대는 전하지 않고, 여흥민씨와 결혼한 것과, 의정부시 고산동 송산 선영 아래에 묻혔다는 기록이 전부이다. 첫 부인은 안동권씨로 군수 권자선(權自善)의 딸인데 자녀가 없고, 뒤에 재혼한 경주이씨, 사옹원직장을 지낸 이하신(李夏臣)의 딸에게서 아들 이간을 얻었다.
그는 품성이 온화하고 관대하며 장자의 풍도가 있었다 한다. 음직으로 관직에 올랐으며, 1515년(중종 10) 9월 당시 그는 조지서의 관원이었으나 알 수 없는 이유로 사헌부의 탄핵을 받고 파직되었다. 1516년(중종11) 조지서 별제(造紙署別提)가 되고 얼마 후 사헌부 감찰(司憲府監察)로 승직, 백관을 규찰하고 기강을 바로 세우는 일에 직분을 다하였으나 남곤(南袞), 심정(沈貞) 등에 의해 기묘, 신사의 두 사화를 겪는 와중에서 1520년(중종 15) 사직서령(社稷署令)으로 전임되었다.
1530년(중종 25) 풍덕군수로 제수되었다. 1531년(중종 26) 충훈부도사(忠勳府都事)로 있다가 5월 이조판서 한효원(韓效元)의 천거로 돈녕부첨정(敦寧府僉正)이 되었다. 이때 한효원이 그의 처의 인척간이 되어 문제가 되기도 했다. 그 뒤 통정대부으로 가자(加資)되어 돈녕부 도정으로 승직되었다. 다시 풍덕군수로 제수되었다가 군수 재직 1535년(중종 30년) 4월 16일 중 임지에서 별세하였다. 사망 원인은 알려지지 않았다.

### 사후
그가 사망할 당시 아버지 파성군 이철동, 어머니 현부인 초계정씨가 생존해 있었다. 아버지 파성군 철동은 1537년에 사망했고, 어머니 초계정씨의 사망년대는 불확실하나, 그의 아들 이간을 양육하였다 한다.
할아버지 운림도정 이핍이 양주 내동면 서고산리에 묘를 쓴 이래 계속 그 주변에 묘역이 조성되었다. 그의 묘소는 경기도 양주군 내동면 서고산리 송산(현, 경기도 의정부시 고산동 산 52-1 송산) 선영하 자좌(子坐)에 있으며 경주이씨가 그의 좌측, 안동권씨가 우측에 매장되었다.
뒤에 그의 묘소 옆 오른쪽 언덕에 아들 이간의 묘소와 알 수 없는 묘소 하나, 그리고 손자 이경록의 묘소가 연이어 들어섰고, 그 왼쪽 언덕에는 이서의 묘소가 들어섰다. 그의 묘소 왼쪽에는 아버지 파성군 철동 내외의 묘소와 그 왼쪽에는 운림도정 이핍의 묘소가 있고, 아버지 파성군 묘소 북쪽에는 그의 손자 이경복의 묘소가 들어서 있다.
뒷날 후손들의 출세로 증직으로 증 가선대부 병조참판 겸 동지의금부사에 추증되었다가 다시 가증되어 증 자헌대부 병조판서에 추증되었다. 묘갈명은 월정 윤근수(月汀 尹根壽)가 지었다.

## 가족 관계
- 고조부 : 효령대군 이보(孝寧大君 李補)
- 증조부 : 의성군 이심(誼城君 李宷, 1411년 - 1493년 8월 13일), 효령대군의 아들
- 할아버지 : 운림도정 이핍(雲林都正 李愊)
- 아버지 : 파성군 이철동(把城君 李哲仝, 1453년 ~ 1537년 5월 29일)
- 어머니 : 현부인 초계 변씨(1460년 ~ 1537년 이후 10월 10일), 현감 증 참의 정담의 딸
  - 형 : 이승윤(李承胤), 생년월일 행적 미상이며, 묘는 송산동 선산에 있다고 한다.
  - 형수 : 여흥민씨, 감사 민사?의 딸
  - 누이 : 전주이씨
  - 매부 : 김극핍(金克愊, 1472 ~ 1531), 광산인, 시호는 정평(靖平)
- 부인 : 안동권씨(? ~ ?), 군수 권자선(權自善)의 딸
- 부인 : 경주이씨(? ~ ?년 12월 14일), 사옹원직장을 지낸 이하신(李夏臣)의 딸
  - 아들 : 이간(李幹, 1527년 3월 6일 ~ 1598년 3월 3일)
  - 사위 : 이소(李紹), 참봉
  - 사위 : 정호(鄭湖, 하동인), 현감
  - 사위 : 조정간(趙廷幹, 풍양인), 경력
  - 사위 : 신각(申火+各, 평산인), 목사

## 기타
자세한 이유를 알 수 없으나 그의 묘 비석 상단은 누군가 칼로 두동강냈거나 인위적으로 파손시킨 것으로 추정되는 흔적이 있다.
신숙주 일가 묘역 옆 언덕에 그의 진외증조부 배천군수 정종우(鄭宗寓)와 파평윤씨 묘소 아래에 할아버지 운림도정 이핍 내외의 묘소가 조성되었고, 정종우의 묘소 뒤에는 정종우의 손자 정명덕의 묘, 다른 손자 정대덕의 단이 있다. 장인 정종우 내외의 묘소가 의정부시 고산동에 묘를 조성하고, 그의 사위이자 이광윤의 할아버지 운림도정 이핍의 묘소가 조성된 이후, 그의 일가족 묘역이 의정부시 고산동 일대에 조성되었다. 운림도정 내외의 묘소는 각자 조성됐으며, 묘 앞에 각자 묘비가 따로 있으며 마모되어 글자 판독이 어렵다.
부모보다 먼저 사망한 그의 묘소는 할아버지 운림도정 묘 오른쪽 언덕에 조성되었고, 아버지 파성군 철동 내외의 묘소는 그의 묘 서북쪽에 조성되었다. 이광윤의 묘소 오른쪽 언덕에 아들 이간, 손자 이경록, 증손자 이서의 묘소가 수m의 간격을 두고 위 아래로 조성되었으며, 남쪽 끝에는 다른 손자 이경유, 이경유의 서자 이기축의 묘소도 있다. 도로 건너편은 의정부교도소, 인접 지역에는 미군 부대가 보인다.

## 같이 보기
- 효령대군
- 이경록
- 이경유
- 이서
- 이기축
- 의정부시
- 신숙주 묘
- 의정부교도소
- 306 보충대